# Saint-Georges-Buttavent
Saint-Georges-Buttavent és un municipi francès situat al departament de Mayenne i a la regió de País del Loira. L'any 2007 tenia 1.395 habitants.

## Demografia

### Població
El 2007 la població de fet de Saint-Georges-Buttavent era de 1.395 persones. Hi havia 570 famílies de les quals 150 eren unipersonals (73 homes vivint sols i 77 dones vivint soles), 188 parelles sense fills, 224 parelles amb fills i 8 famílies monoparentals amb fills.
La població ha evolucionat segons el següent gràfic:
Habitants censats

### Habitatges
El 2007 hi havia 659 habitatges, 575 eren l'habitatge principal de la família, 30 eren segones residències i 54 estaven desocupats. 583 eren cases i 75 eren apartaments. Dels 575 habitatges principals, 401 estaven ocupats pels seus propietaris, 167 estaven llogats i ocupats pels llogaters i 7 estaven cedits a títol gratuït; 9 tenien una cambra, 44 en tenien dues, 89 en tenien tres, 162 en tenien quatre i 271 en tenien cinc o més. 354 habitatges disposaven pel capbaix d'una plaça de pàrquing. A 244 habitatges hi havia un automòbil i a 287 n'hi havia dos o més.

### Piràmide de població
La piràmide de població per edats i sexe el 2009 era:
| Homes | Edats   | Dones |
| ----- | ------- | ----- |
| 0     | 95 o +  | 0     |
| 4     | 90 a 94 | 8     |
| 0     | 85 a 89 | 12    |
| 8     | 80 a 84 | 4     |
| 24    | 75 a 79 | 36    |
| 36    | 70 a 74 | 32    |
| 44    | 65 a 69 | 44    |
| 36    | 60 a 64 | 24    |
| 16    | 55 a 59 | 28    |
| 32    | 50 a 54 | 40    |
| 44    | 45 a 49 | 48    |
| 56    | 40 a 44 | 60    |
| 72    | 35 a 39 | 40    |
| 40    | 30 a 34 | 40    |
| 56    | 25 a 29 | 72    |
| 28    | 20 a 24 | 28    |
| 36    | 15 a 19 | 64    |
| 48    | 10 a 14 | 44    |
| 52    | 5 a 9   | 44    |
| 60    | 0 a 4   | 48    |

## Economia
El 2007 la població en edat de treballar era de 896 persones, 703 eren actives i 193 eren inactives. De les 703 persones actives 667 estaven ocupades (362 homes i 305 dones) i 36 estaven aturades (15 homes i 21 dones). De les 193 persones inactives 78 estaven jubilades, 76 estaven estudiant i 39 estaven classificades com a «altres inactius».

### Ingressos
El 2009 a Saint-Georges-Buttavent hi havia 595 unitats fiscals que integraven 1.456 persones, la mediana anual d'ingressos fiscals per persona era de 17.566 €.

### Activitats econòmiques
Dels 47 establiments que hi havia el 2007, 1 era d'una empresa extractiva, 5 d'empreses alimentàries, 1 d'una empresa de fabricació de material elèctric, 4 d'empreses de fabricació d'altres productes industrials, 12 d'empreses de construcció, 2 d'empreses de comerç i reparació d'automòbils, 5 d'empreses d'hostatgeria i restauració, 1 d'una empresa financera, 3 d'empreses immobiliàries, 10 d'empreses de serveis i 3 d'empreses classificades com a «altres activitats de serveis».
Dels 16 establiments de servei als particulars que hi havia el 2009, 1 era una funerària, 1 taller de reparació d'automòbils i de material agrícola, 2 paletes, 2 guixaires pintors, 3 fusteries, 2 lampisteries, 1 electricista, 2 perruqueries i 2 restaurants.
Dels 5 establiments comercials que hi havia el 2009, 1 era una botiga de menys de 120 m² i 4 fleques.
L'any 2000 a Saint-Georges-Buttavent hi havia 70 explotacions agrícoles que ocupaven un total de 1.974 hectàrees.

## Equipaments sanitaris i escolars
El 2009 hi havia una escola elemental.

## Poblacions més properes
El següent diagrama mostra les poblacions més properes.